# Бышевский, Арнольд
Арнольд Анастасий Бышевский (ум. 1800) — военный и государственный деятель Речи Посполитой, полковник передней стражи коронных войск (1768), генерал-майор (1775), подконюший надворный коронный (с 1787 года), генерал-лейтенант польской армии (1787) и последний адъютант польского короля Станислава Августа Понятовского.

## Биография
Происходил из бедного шляхетского рода Бышевских герба «Ястржембец». Вначале находился на службе у подчашего познанского Юзефа Цивиньского, затем у стольника великого литовского Станислава Августа Понятовского.
В 1764 году после избрания на польский престол Станислава Августа Понятовского Арнольд Бышевский был назначен полковника кавалерии и получил звание конюшего великого коронного. Участвовал в преследовании известного итальянского авантюриста Казановы. После конфликта со стольником великим коронным Августом Фредериком Мошинским, за который ему грозила смертная казнь, бежал за границу. По королевскому приказу Арнольд Бышевский вернулся на родину, где был осужден на суде и сразу же помилован Станиславом Августом. В 1768 году был назначен полковником передней стражи в корпусе польской армии. Участвовал в военных действиях королевских войск под командованием Франтишека Ксаверия Браницкого против барских конфедератов на Украине. Станислав Август Понятовский пожаловал ему во владение староство цекувское и стропижинское в окрестностях Калиша. Также ему принадлежали имения Струмец и Струмецкая Воля в Черской земле.
16 марта 1775 года Арнольд Бышевский получил чин генерал-майора, 10 апреля того же года стал шефом полка легкой кавалерии передней стражи. В 1778 году стал кавалером Ордена Святого Станислава, 20 августа 1779 года получил от короля командование конной хоругвью и чин ротмистра народной кавалерии. С 1786 года избирается послом (депутатом) на сеймы от Серадзского воеводства. В марте 1787 года был назначен подконюшим надворным коронным, а потом генерал-лейтенантом.
Арнольд Анастасий Бышевский был командиром великопольской дивизии и послом (депутатом) от Варшавской земли на Четырёхлетний сейм (1788—1792). Его подчиненными в дивизии были опытные и храбрые командиры, генерал-майоры Тадеуш Костюшко и Юзеф Гуттен-Чапский. Входил в ближайшее окружение короля Станислава Августа Понятовского. В 1792 году во время русско-польской войны Арнольд Бышевский командовал небольшим корпусом (ок. 5000 чел.) в Грохуве, под Варшавой.
Владел большими имениями под Варшавой, среди них были Окенце, Залуски, Ракув и Ракувец, села Опач и Михаловице.
15 мая 1790 года за заслуги перед отечеством Арнольд Бышевский был награждён Орденом Белого Орла.
Скончался от туберкулеза в 1800 году в селе Коможе Пжибиславском под Пыздрами.

## Семья
Женился на Катаржине Скоржевской, дочери сенатора и воеводы калишского, графа Павла Скоржевского (1744—1819), и каштелянки каменецкой Элеоноры Щанецкой. Приданое невесты составляло 400 тысяч злотых. Дети: Антоний, Якуб, Мирианна (в замужестве — Тачановская) , Петронелла (в браке Де-Кампо-Сципио) и Текла (в замужестве Скарбек).